# Juan de Dios Ibarra
Juan de Dios Ibarra Corral (Los Mochis, Sinaloa, 17 de febrero de 1979) es un exfutbolista mexicano que jugaba como portero. Es entrenador de porteros en Dorados de Sinaloa del Ascenso MX. Es hermano del también futbolista Pierre Ibarra.

## Trayectoria
Después de pasar por varias categorías en equipos juveniles, Juan de Dios debutó profesionalmente el 10 de febrero de 2002 con el CF Monterrey, en un partido contra el Celaya.
En su primera versión completa del juego, hizo una impresión favorable de cerrar el paso a Chivas por un marcador de 3-0. Su éxito inicial se le solicite el entonces entrenador, José Treviño, a quien pondría por nombre del titular. Ibarra respondió al permitir 21 goles en 12 partidos. Sin embargo, la temporada siguiente sería enviado a la banca, solo viendo la acción en dos partidos. La próxima temporada, llena de Ibarra para iniciar el portero Ricardo Martínez en 11 partidos, mientras que Martínez se recuperó de una lesión. Juan de Dios se acercó al desafío y solo permitió 14 goles en ese lapso. Sin embargo, cuando Martínez regresó, Ibarra fue relegado al banquillo y vio desde la orilla cómo Monterrey ganó el campeonato esa misma temporada.
Después de dos años más de juego repartidos en el CF Monterrey, fue trasladado a América antes del inicio de la temporada Clausuura 2005, donde fue colocado como segundo en la alineación, detrás de Guillermo Ochoa. Su única alineación de esa temporada fue ante su exequipo, en un juego en el que recibió los cuatro goles de la derrota 4-2.
Volvió a su primer equipo de CF Monterrey el 21 de diciembre de 2007, pero solo jugó para su equipo de Primera A filial. Ibarra más tarde pasó a jugar para Alacranes de Durango en 2008. Para el inicio del Clausura 2009 del torneo, fue transferido a Jaibos Tampico Madero, fue trasladado una vez más para la temporada Apertura 2009, esta vez a Lobos de la BUAP.
En 2010, regresó a Monterrey para el Torneo Apertura 2010 de la Primera División de México.

## Clubes
| Club                  | País   | Año         |
| --------------------- | ------ | ----------- |
| CF Monterrey          | México | 2001 - 2005 |
| América               | México | 2005 - 2007 |
| CF Monterrey          | México | 2007 - 2008 |
| Alacranes de Durango  | México | 2008 - 2009 |
| Jaibos Tampico Madero | México | 2009 - 2009 |
| Monterrey             | México | 2010 - 2016 |
| Puebla F.C.           | México | 2016 - 2017 |

## Palmarés
Campeón con Rayados en 2003, 2010, tricampeón de Concacaf 2011, 2012, 2013 cuando le ganaron una final histórica al Santos dándole la vuelta en 8 minutos.